# جویس باندا
جویس هیلدا باندا (به انگلیسی: Joyce Hilda Banda) (زاده ۱۲ آوریل ۱۹۵۰)، رئیس‌جمهور مالاوی از آوریل ۲۰۱۲ تا ۳۱ مه ۲۰۱۴ بود. وی مؤسس و رهبر حزب مردم، از سال ۲۰۱۱ است.

## زندگی‌نامه

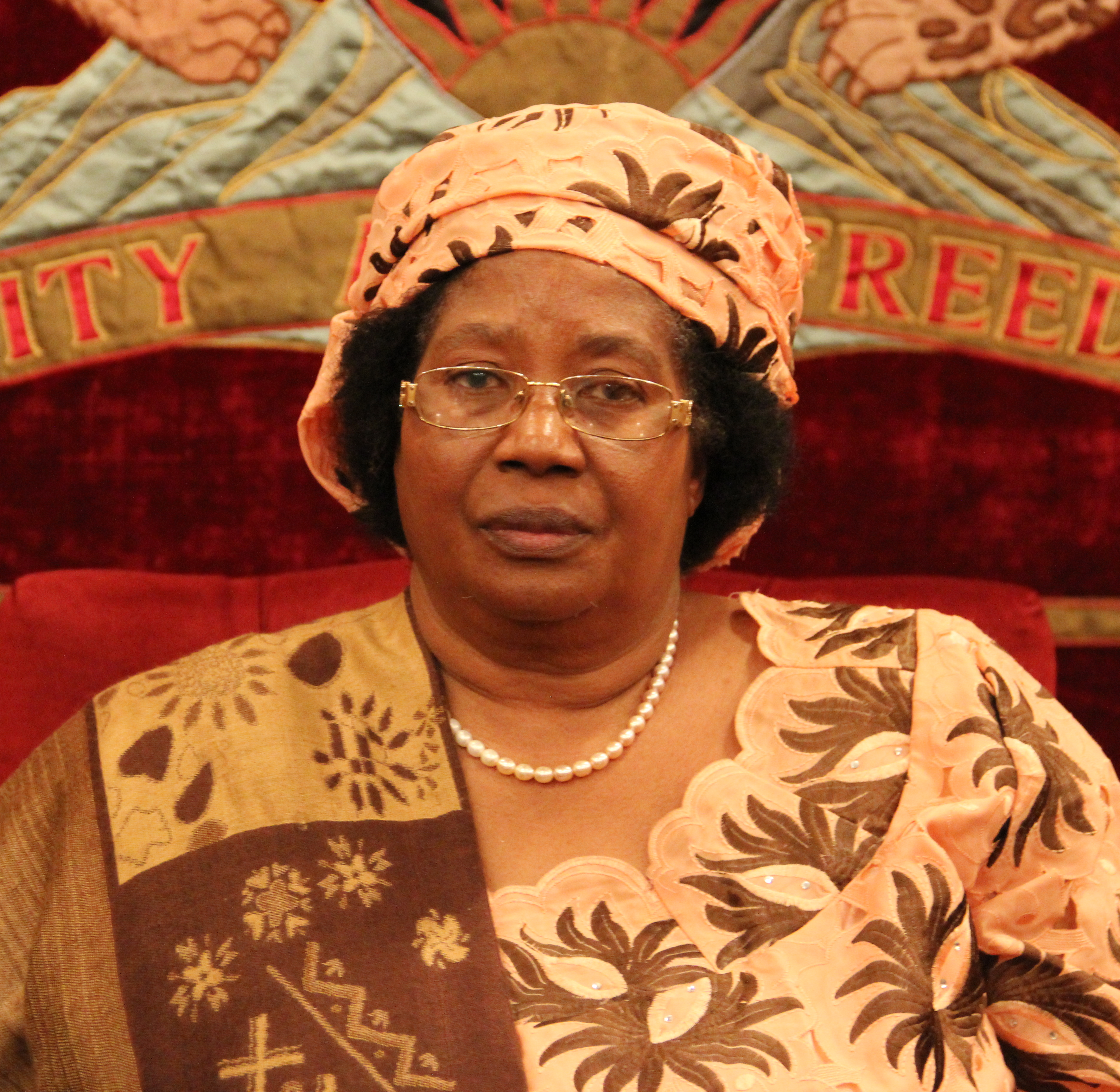

باندا، فعال حقوق بشر زنان و وزیر امور خارجه از سال ۲۰۰۶ تا ۲۰۰۹ و معاون رئیس‌جمهور پیشین مالاوی، بینگو وا موتاریکا از ماه مه ۲۰۰۹ تا آوریل ۲۰۱۲ بود.
در پی مرگ بینگو وا موتاریکا، باندا به جای وی بر کرسی ریاست جمهوری این کشور نشست. بینگو وا موتاریکا از می ۲۰۰۴ تا زمان مرگش در آوریل ۲۰۱۲ رئیس‌جمهور این کشور بود.
جویس باندا چهارمین رئیس‌جمهور و اولین رئیس‌جمهور زن مالاوی و دومین رئیس‌جمهور زن در آفریقا پس از الن جانسون سیرلیف، در لیبریا است. او قبل از سمت رئیس‌جمهوری، اولین زن معاون رئیس‌جمهور این کشور بوده‌است.
او عضو پارلمان مالاوی و وزیر جنسیت، امور کودکان و خدمات اجتماعی بود. او قبل از فعالیت در سیاست، بنیانگذار بنیاد باندا جویس، بنیانگذار انجمن ملی کسب و کار زنان (NABW)، شبکه رهبران زنان جوان و طرح گرسنگی بود.
مجله فوربس، باندا را به عنوان ۷۱مین زن قدرتمند جهان و مقتدرترین زن در آفریقا نامید.
رئیس‌جمهوری متوفی مالاوی، بینگو وا موتاریکا، در سال ۲۰۱۰، جویس باندا را از سمت معاون رئیس‌جمهوری اخراج کرده بود و یکی از بستگانش را به جانشینی وی منصوب کرد. این اقدام رئیس‌جمهور وقت، موجب خشم بسیاری از رای‌دهندگان مالاوی شده بود. از دید منتقدان، انتصاب برادر رئیس‌جمهوری در پست معاون وی، تلاشی در جهت تمدید حاکمیت بینگو وا ماتریکا و انحصار قدرت در خاندان وی تلقی شده بود.